# Il frutto del limone
Il frutto del limone (titolo originale Fruit of the Lemon) è un romanzo di Andrea Levy, scritto nel 1999.

## Trama
Faith è una giovane donna inglese di origini giamaicane. Fin dalle elementari il suo essere nera le costava le canzonature dei bulletti e la consapevolezza della diversità aveva messo le sue radici, ma non fino in profondità. Quando però fa il suo ingresso nel mondo del lavoro e in una nuova casa presa in affitto con degli amici, questa diversità si acuisce tanto da condizionare i rapporti che instaura con le altre persone. Una serie di episodi di razzismo di cui è vittima culminano con un avvenimento traumatico di cui è solo testimone, l'aggressione di una ragazza di colore da una banda di criminali del Fronte Nazionale, ma che sarà l'evento scatenante di una profonda crisi. Per ridarle la serenità col mondo e con se stessa i genitori la convincono ad andare in Giamaica perché "tutti dovrebbero sapere da dove vengono". Sarà solo lì, grazie ai racconti della zia Coral, del cugino Vincent e della vecchia Violet che Faith, attraverso la scoperta delle storie avventurose e dolorose dei suoi antenati, scoprirà anche se stessa e farà i primi passi della propria nuova individualità.

## Edizioni in italiano
- Andrea Levy; Il frutto del limone, traduzione di Laura Prandino, Baldini Castoldi Dalai, Milano 2006 ISBN 88-8490-879-5